# نوار شانه‌ای

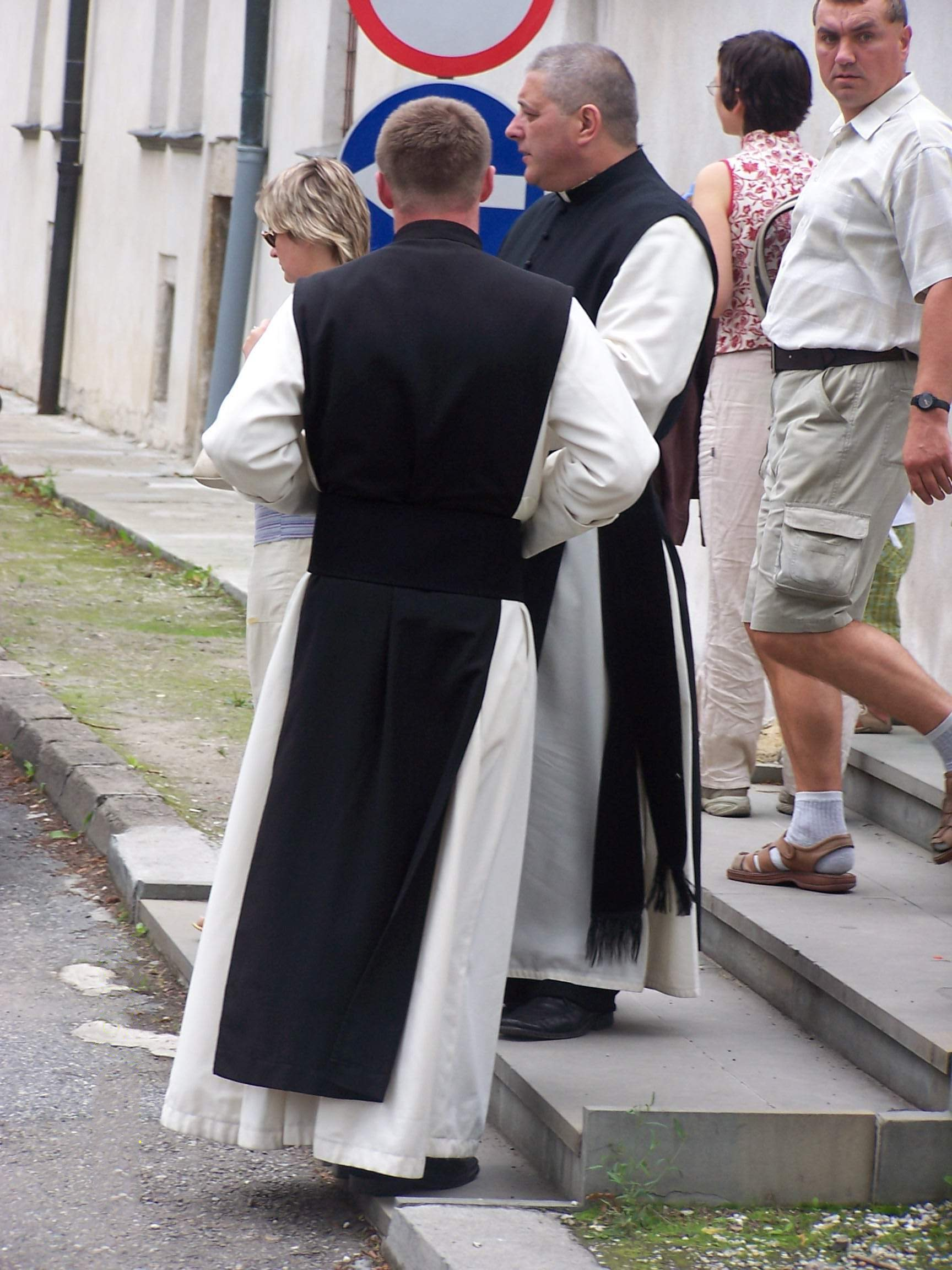
نوار شانه‌ای سیاهی که راهبان سیسترسین به عنوان بخشی از عادت مذهبی می‌پوشیدند

نوار شانه‌ای (از لاتین scapulae، "شانه‌ها") یک لباس مسیحی غربی است که از شانه‌ها آویزان شده‌است. دو نوع نوار شانه‌ای وجود دارد، نوار شانه‌ای خانقاهی (monastic) و عبادی (devotional). هر دو شکل را می‌توان به سادگی "نوار شانه‌ای" نامید. به عنوان هدف تقوای عمومی، نوار شانه‌ای برای یادآوری پایبندی آنها به زندگی مسیحی است.
«نوار شانه‌ای رهبانی» برای نخستین بار، شاید در اوایل سدهٔ هفتم پس از میلاد در دستور سنت بندیکت ظاهر شد. پارچه‌ای است که از جلو و عقب از شانه‌های پوشنده آن آویزان شده و اغلب تا زانو می‌رسد. ممکن است در شکل، رنگ، اندازه و سبک متفاوت باشد. نوار شانه‌ای رهبانی به عنوان پیش‌بند راهبان قرون وسطایی به وجود آمدند و سپس به بخشی از عادات اعضای سازمان‌های مذهبی، دستورهای یا انجمن‌های برادری تبدیل شدند. نوارش‌های شانه‌ای صومعه اکنون بخشی از عادت مذهبی راهبان و راهبه‌ها در بسیاری از دستورهای مذهبی است.